# Tratamiento de residuos

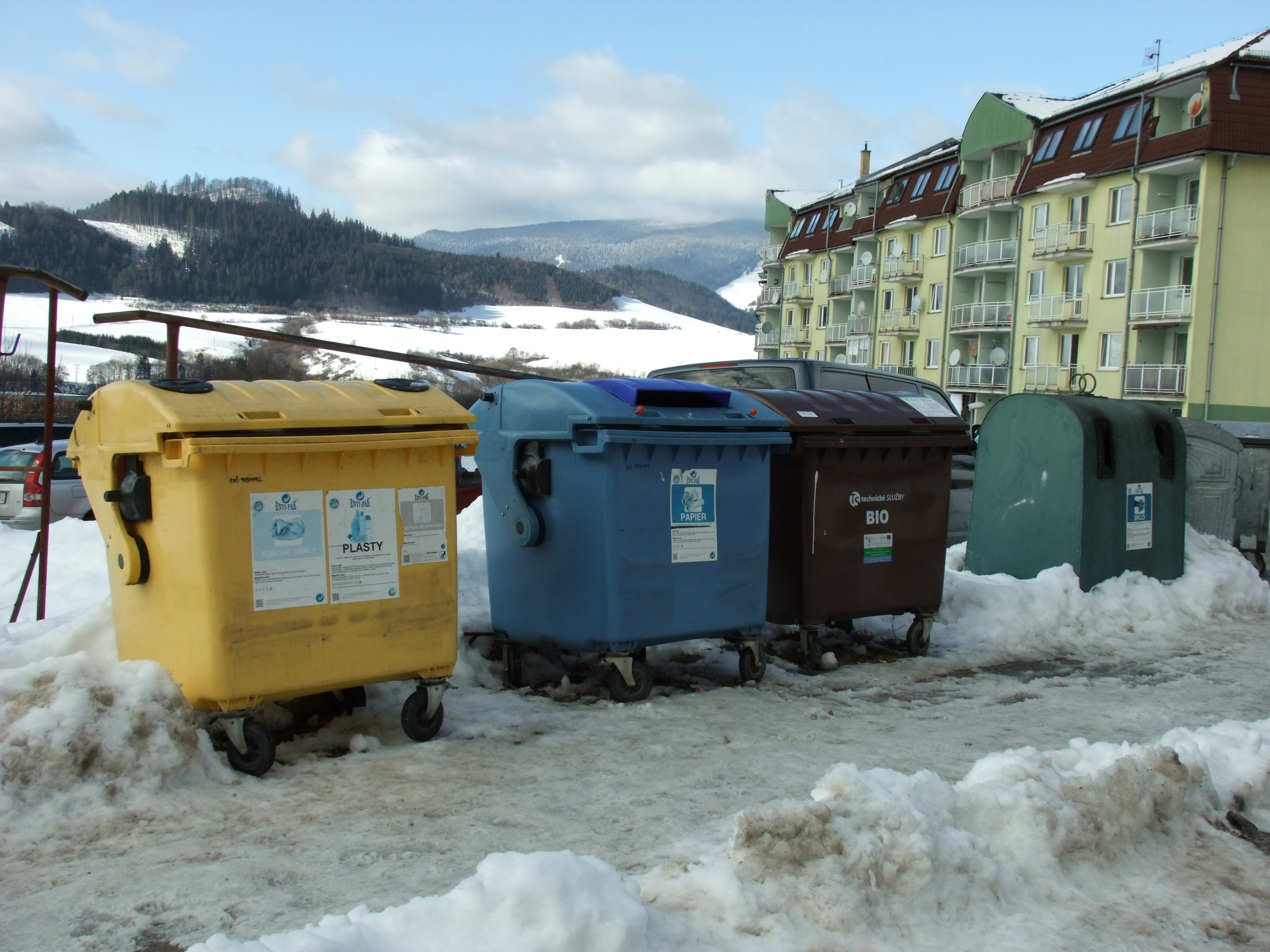
Contenedores para la recogida selectiva de residuos urbanos

Con el nombre de  tratamiento de residuos se hace referencia a la operación o al conjunto de operaciones que tienen por objeto modificar las características físicas, químicas o biológicas de un residuo para reducir o neutralizar las sustancias peligrosas que contiene, recuperar materias o sustancias valorizables, facilitar el uso como fuente de energía o adecuar el rechazo para su posterior tratamiento finalista.

## Introducción
En la actualidad, en todo el mundo, se producen una gran cantidad de desechos sólidos como subproducto de las diferentes actividades humanas. Estos desechos pueden ser tan simples como restos de comida, cenizas de incendios y excrementos humanos y animales o de mayor complejidad, como metales, vidrio, restos de embalajes o material informático obsoleto.Por otro lado, las actividades industriales manejan gran cantidad de sustancias a la vez que generan residuos que si no se manejan o tratan adecuadamente, pueden plantear serios peligros debido a su toxicidad, en unos casos, o a que son inflamables o tendentes a explotar, en otros. Las cantidades de desechos que produce la agricultura intensiva y la industria moderna son asombrosas, por no hablar de los desechos generados por los ciudadanos comunes en un entorno urbano orientado al consumo. Los residuos generados en el ámbito doméstico representan un importante porcentaje del conjunto de residuos sólidos producidos por las diferentes actividades que realiza la especie humana. La siguiente tabla muestra los diferentes productos de desechos sólidos asociados con diversas actividades humanas.
| Actividad humana                        | Desechos producidos                                                                                                   |
| --------------------------------------- | --- |
| Producción de alimentos                 | Residuos vegetales; estiércol, purines, ...                                                                           |
| Consumo de alimentos                    | Restos de alimentos; material de embalaje de desecho (cartón, plástico, aluminio, vidrio, etc.), ...                  |
| Transporte                              | Chatarra, goma y desechos de construcción de carreteras y vías ferroviarias                                           |
| Productos de consumo                    | Metales, cerámica, plástico u otros polímeros, papel y fibras vegetales o animales                                    |
| Construcción y actividades urbanísticas | Restos de materiales de construcción, escombros, desechos de jardinería, cenizas y restos de materiales de combustión |

## Origen de los residuos

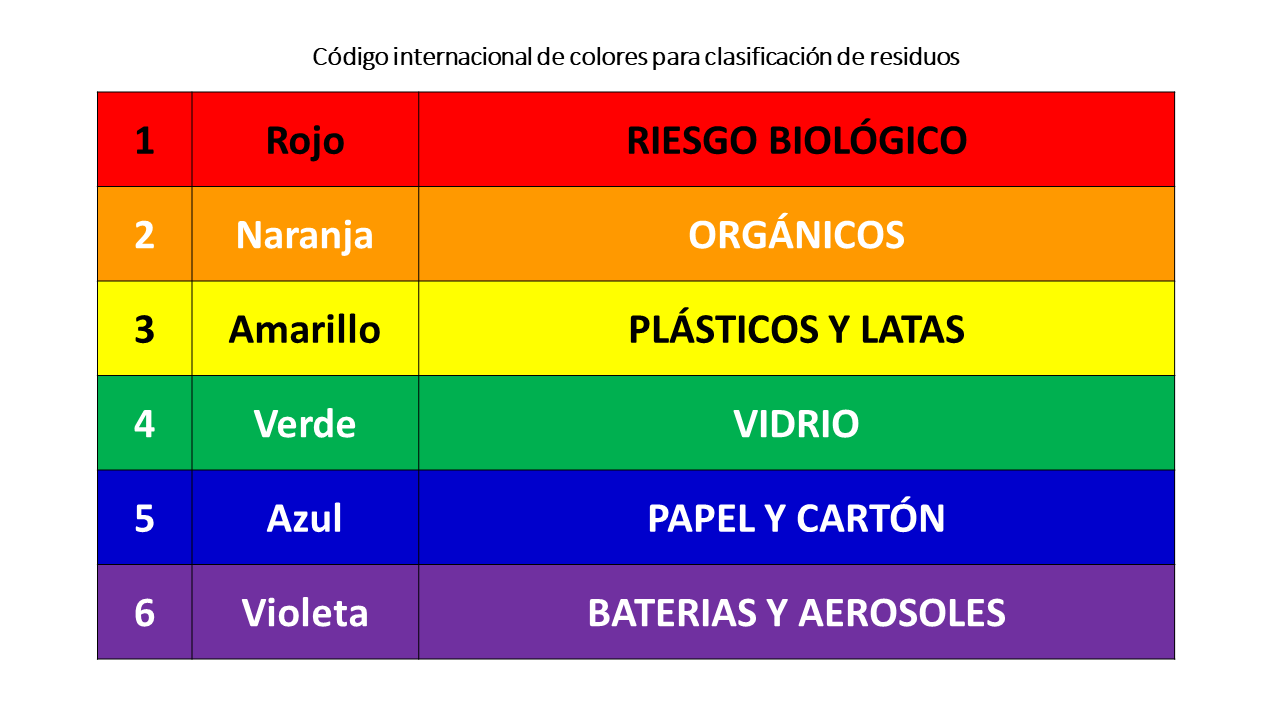
Código internacional de colores para la clasificación de residuos

Hay muchos tipos de residuos siendo su origen muy diverso y variado:
- Residuos domésticos. Son los  residuos  que se generan en el hogar, consecuencia de la actividad doméstica. Incluye una gran cantidad de materiales, desde restos de comida a envases de productos utilizados en el hogar. También se consideran como residuos domésticos los aparatos eléctricos o electrónicos desechados, ropa, pilas, acumuladores y muebles, así como los residuos y escombros procedentes de obras de construcción y reparación domiciliaria. A nivel global, los residuos generados en ámbito doméstico representan el mayor porcentaje de residuos generados por las diferentes actividades humanas. Se estima que cada habitante de la Tierra produce un promedio de un kg de residuos urbanos cada día. [5]
- Residuos comerciales. Son los generados por la actividad propia del comercio, tanto al por mayor como al por menor. También se incluyen aquí los residuos generados por los servicios de restauración y bares, las oficinas y los mercados y en general, cualquier residuo generado desde el sector servicios.
- Residuos industriales. Son los resultantes de los procesos de fabricación, de transformación, de utilización, de consumo, de limpieza o de mantenimiento generados por la actividad industrial.
- Biorresiduos. Son los residuos orgánicos biodegradables procedentes de la naturaleza, como restos de podas, desherbado y similares, generados en jardines y parques. También se incluyen los residuos  procedentes del cocinado y procesado de alimentos, como los restos de aceite procedente de hogares, restaurantes, servicios de restauración colectiva y establecimientos de venta al por menor.
- Escombros y residuos de la construcción. Son los que se generan en obras, tanto de construcción como de demolición.
- Residuos sanitarios. Son residuos sanitarios los generados en centros, servicios y establecimientos sanitarios incluidos los de investigación biomédica y sanitaria y los de veterinaria asistencial.
- Residuos mineros. Se consideran residuos de minería las sustancias sólidas, acuosas o en pasta que quedan tras la investigación y aprovechamiento de los recursos geológicos.
- Residuos radioactivos. Son sustancias que contienen elementos químicos radiactivos y que no tienen un propósito práctico. Se clasifican en exentos, de baja, media y alta radioactividad.
- Subproductos animales. Son los restos de animales, o partes del animal que no van destinados al consumo humano. Pueden incluir desde cuerpos enteros a pelo, piel u otras partes de animales que son desechados.

## Gestión de los residuos
Dada la variedad y complejidad de los residuos tanto urbanos como  industriales, en la actualidad se buscan metodologías de gestión para el manejo adecuado de dichos residuos así como para desarrollar medidas de minimización, reciclado y eliminación. El proceso que recibe cada residuo es diferente: varía en función del tipo de residuo, de la cantidad del mismo y sobre todo, si va mezclado o separado de origen. En cualquier caso, la finalidad última del proceso de tratamiento de los residuos se plantea como objetivos modificar las características físicas, químicas o biológicas para:
1. Eliminar o reducir las sustancias tóxicas que contienen
2. Recuperar materia prima para su reutilización
3. Ser utilizado como fuente de energía
4. Ser adecuado para su depósito en vertedero

Sobre la base de estas directrices, los residuos pueden ser sometidos a diferentes tipos de tratamientos, tanto físicos como químicos (o bioquímicos). Los más importantes se detallan a continuación:

### Preparación para la reutilización
Es el primer paso en el esquema global del tratamiento de los residuos, tras la recogida y retirada de los residuos estando íntimamente ligada a las estrategias de reducción de residuos. Incluye las operaciones de valorización consistentes en la comprobación, limpieza o reparación, mediante las cuales productos o componentes de productos que se hayan convertido en residuos se preparan para que puedan reutilizarse sin ninguna otra transformación previa. 

### Tratamientos biológicos
Son operaciones de tratamiento por biodegradación de materia orgánica tanto recogida de forma separada como de la presentes en la fracción resto donde no hay dicha recogida separada, combinándose en este último caso con tratamientos mecánicos complementarios. Los tratamientos biológicos de degradación de la materia orgánica residual puede hacerse de forma aerobia (compostaje)  o anaerobia (biometilación).

#### Compostaje.
Es un proceso biológico aerobio (con presencia de oxígeno) que, bajo condiciones de ventilación, humedad y temperatura controladas, transforma los residuos orgánicos degradables en un material estable e higienizado llamado compost. Es un proceso biológico basado en una serie de reacciones bioquímicas facilitada por ciertos microorganismos aerobios, como hongos y bacterias, imitando la transformación de la materia orgánica en la naturaleza. El tratamiento permite homogeneizar los materiales, reducir su masa y el volumen e higienizarlos. Se trata de un proceso lento cuya duración puede oscilar entre diez y dieciséis semanas. 

#### Biometilación
Se trata de un proceso biológico acelerado artificialmente, denominado, también, digestión anaerobia, ya que tiene lugar en condiciones muy pobres de oxígeno o en su ausencia total de este. Como resultado se obtiene una mezcla de gases, denominada biogás, formada por metano y dióxido de carbono (99 % aprox.) y el resto por otros gases en menor proporción (vapor de agua, CO, N2, H2, H2S,…). Al tratarse de un gas combustible de elevada capacidad calorífica (5.750 Kcal/m3), el biogás se aprovecha como fuente de energía secundaria para la generación de electricidad u otros aprovechamientos energéticos (calefacción, agua caliente, etc.).

### Tratamientos mecánicos
Estos tratamientos tienen como finalidad la separación  y clasificación de los materiales y se utiliza sobre todo, para la clasificación de los residuos de envases ligeros recogidos separadamente, en el contenedor amarillo (plásticos y latas), aunque también se puede utilizar para clasificar residuos procedentes de recogida no separada. Se utiliza una combinación de procesos de separación mecánicos o automatizados y procesos manuales con el fin de recuperar las fracciones valorizables y prepararlas para su posterior comercialización. Los materiales no separados se preparan para ser procesados mediante bien mediante tratamiento térmico o depósito en vertedero. Tras la recepción de los materiales se procede a una separación manual de los componentes más voluminosos y difíciles de manejar. En algunas instalaciones se implementa un sistema de aspiración de bolsas y plástico film, a la vez que se los residuos restantes se llevan a una criba rotatoria, donde son separados por tamaños tras lo cual, son separados y clasificados según su composición. En las grandes plantas de tratamiento de residuos este proceso se hace de forma automatizada mediante equipos especializados. Los equipos y procesos utilizados suelen ser los siguientes: segregación en corrientes mediante separación por medida con trómels o separación por forma con sistemas balísticos y recuperación mediante separadores magnéticos (metales férreos), separadores de Foucauld (metales no férreos), separadores automáticos por infrarrojos  (plásticos y cartón para bebidas) y captación con aspiración automática (plástico film).

### Otros tratamientos

#### Reciclaje de tierras y escombros
Gran parte de los residuos de la construcción y demolición pueden ser reciclados mediante un proceso mecánico donde se obtiene una serie de productos valorizables, aptos para su utilización como materia prima. El proceso general consiste en la trituración de los residuos y varios cribados, para  separar los componentes impropios, como cartones, plásticos,…. del resto del material, como piedra y arena, que pueden ser reutilizados en la preparación de hormigones y de morteros o en la fabricación de otros materiales.